# Club Universidad de Chile

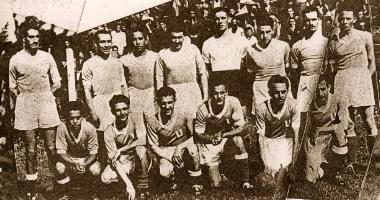
Team van 1938

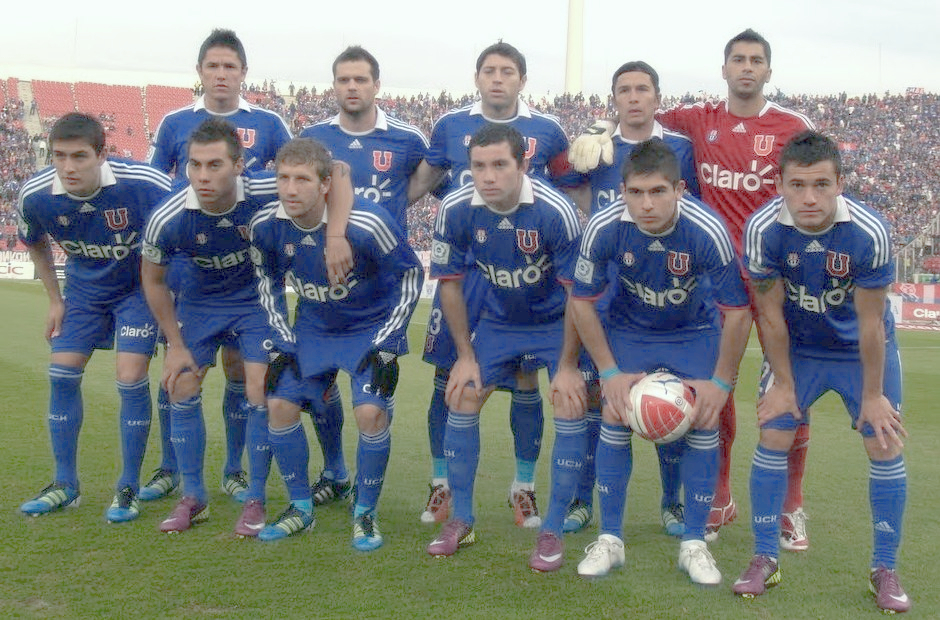
Team van 2011

Universidad de Chile is een voetbalclub uit Chili die in 1927 werd opgericht door studenten van de Universiteit van Chili. In 1980 scheidde de voorzitter van de club (aangeduid door het Pinochet-regime) de club van de universiteit.
Toch bleef de club banden hebben met de universiteit, het clublogo is nog steeds hetzelfde. De club heeft de grootste fanclub van het land, Los de Abajo. De club won achttien keer de landstitel, enkel Colo-Colo behaalde er nog meer. Universidad de Chile speelt zijn thuiswedstrijden in het nationale stadion van Chili, het Estadio Nacional.

## Erelijst
- Primera División:

1940, 1959, 1962, 1964, 1965, 1967, 1969, 1994, 1995, 1999, 2000, 2004 [A], 2009 [A], 2011 [A], 2011 [C], 2012 [A], 2014 [A], 2017 [C]
- Torneo Metropolitano:

1968, 1969
- Copa Chile:

1979, 1998, 2000, 2013, 2015, 2024
- Copa Francisco Candelori:

1969
- CONMEBOL Sudamericana

2011

## Trainer-coaches
- Alejandro Scopelli (1941-1945 en 1950-1952)
- Luis Alamos (1957-1966)
- Fernando Riera (1978-1982 en 1985-1988)
- Manuel Pellegrini (1988-1989)
- Arturo Salah (1992-1994 en 2007-2008)
- Víctor Castañeda (2002-2003)
- Gustavo Huerta (2006)
- Salvador Capitano (2007)
- Jorge Socías (2007)
- Sergio Markarián (2008-2009)
- José Basualdo (2009)
- Gerardo Pelusso (2010)
- Jorge Sampaoli (2011-2012)
- Darío Franco (2013)
- Marco Antonio Figueroa (2013)
- Mauricio Pellegrino (2023)